# Giv'at Bejt ha-Kerem

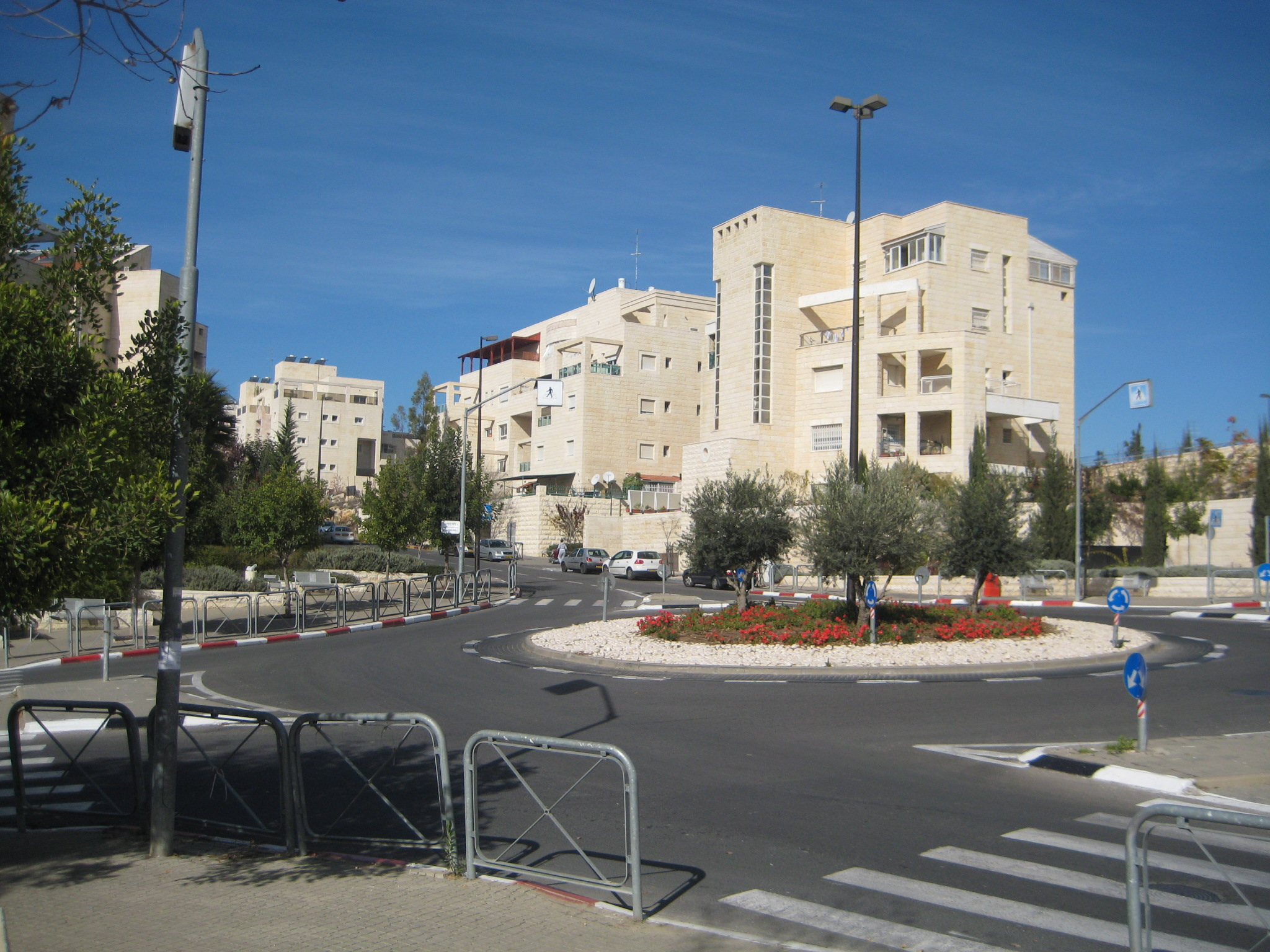
Zástavba v Ramat Bejt ha-Kerem

Giv'at Bejt ha-Kerem (hebrejsky: גבעת בית הכרם, doslova Vrch viničného domu) je městská čtvrť v západní části Jeruzaléma v Izraeli.

## Geografie
Leží v nadmořské výšce necelých 800 metrů, cca 4 kilometry západně od Starého Města. Jde o podčást širšího urbanistického celku Bejt ha-Kerem. Na východě s ní sousedí univerzitní čtvrť Giv'at Ram, na jihu Ramat Bejt ha-Kerem, na západě Bajit va-Gan a areál nemocnice Ša'arej Cedek a na severu ha-Po'alim a vlastn Bejt ha-Kerem. Nachází se na vyvýšeném hřbetu, který na východě prudce spadá do údolí vádí Nachal Chovevej Cijon a na západě do Nachal Rakafot. Podél východního okraje čtvrtě vede nová dálniční komunikace (západní obchvat města) Sderot Menachem Begin. Populace čtvrti je židovská. Zástavba je nová, sídlištního charakteru.